# Aeroportul Nusatupe
Aeroportul Nusatupe (IATA: GZO, ICAO: AGGN) este un aeroport din Western Province⁠(d), Insulele Solomon.
Situat la o altitudine de 9 m, aeroportul dispune de o singură pistă.